# Citroën Traction Avant
O Citroën Traction Avant foi um automóvel produzido pela montadora francesa Citroën entre 1934 e 1957. Foi o primeiro automóvel em uma carroceria monobloco e tração dianteira. Desenvolvido pelo engenheiro André Lefèbvre, o sistema de tração dianteira proporcionava uma mais eficaz repartição das massas  e melhores condições de habitabilidade e de aderência à estrada.